# サンデーシネマ
『サンデーシネマ』は、1982年1月10日から同年9月26日までフジテレビで放送されていた映画番組である。放送時間は毎週日曜 10:00 - 11:55 （日本標準時）。
放送作品は全て洋画で、アラン・ドロン主演作が多かった。

## 放送作品一覧
- 恋人泥棒[1]
- 荒野の大活劇[1]
- 誇り高き男[1]
- 惑星ソラリス[1]
- ガール・ハント[1]
- 追跡者[1]
- ほか